# 斯涅吉里
斯涅吉里（羅馬化：Snegiri）是俄罗斯莫斯科州的市级镇，属州辖市伊斯特拉市（城市区），地处莫斯科州中西部，在区行政中心伊斯特拉东南、州府莫斯科西北方，沃洛科拉姆斯克公路（Волоколамское шоссе）从镇中穿过。镇内设有同名铁路车站。
该地2021年人口有2,872人；2010年人口3,177；2002年人口3,494；1989年人口4,252。